# Transtorno psicótico breve

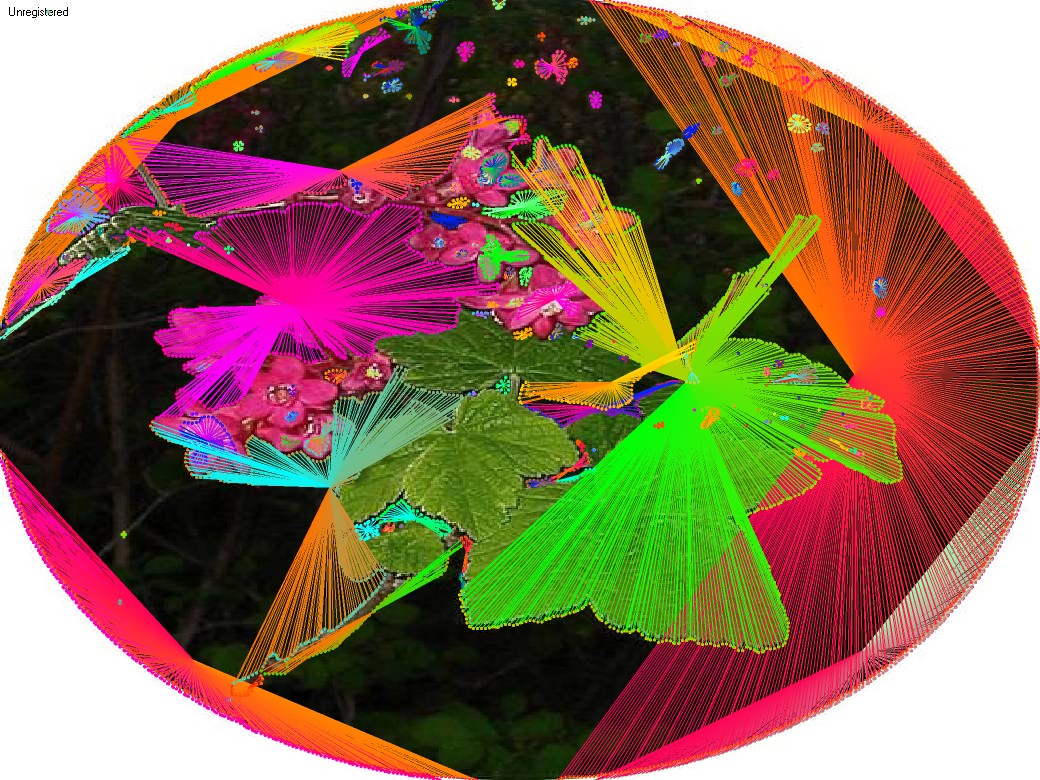
Transtorno psicótico breve é a psicose com melhor prognóstico.

Transtorno psicótico breve (DSM-5) ⁠ou Transtorno psicótico agudo (CID-10) é uma síndrome psicótica caracterizada pelo início súbito de pelo menos um sintoma psicótico com duração de 1 dia a 1 mês. O sintoma pode ser linguagem incoerente, delírios, alucinações, comportamento bizarro ou catatonia. Geralmente acompanhada de intensa carga emocional e redução das habilidades cognitivas temporariamente. 
Em menos de um mês todos os sintomas desaparecem (remissão ad integrum) e o paciente retorna ao nível anterior de funcionamento. Pode ocorrer durante ou alguns dias após um período de extremo estresse, como a perda de um ente querido, um acidente, um desastre natural ou um crime. Antes do DSM-IV, essa condição era chamada de "psicose reativa breve", por ser considerada uma reação psicopatológica a uma crise. Essa condição pode ou não ser recorrente. Para esse diagnóstico o sintoma psicótico não pode ser causada por outra doença médica, por drogas nem por intoxicação.
Durante o episódio ocorre desvio do juízo com suspensão da capacidade civil plena, sendo indicado internação em instituição de saúde mental como um hospital psiquiátrico até recuperação da consciência lúcida.

## Outros nomes
Popularmente conhecido como "surto psicótico breve". O termo francês bouffée délirante também serve para descreve um transtorno psicótico agudo não afetivo e não esquizofrênico, muito semelhante ao diagnóstico transtorno psicótico breve. Algumas vezes na literatura inglesa pode ser descrito como "mental breakdown"

## Diagnóstico
Existem muitas causas médicas gerais de surtos psicóticos que devem ser consideradas durante a avaliação, incluindo confusão mental aguda, abuso de drogas, síndrome de abstinência, meningite, intoxicação, AIDS, malária, neurosífilis, doença com corpos de Lewy, doença de Parkinson, hipoglicemia, hipertiroidismo, desequilíbrio hidroeletrolítico, lúpus, esclerose múltipla , tumor cerebral e distúrbio neuropsiquiátrico autoimune pediátrico (DNAP).
Se os sintomas psicóticos duram mais de um mês passa a ser considerado transtorno esquizofreniforme. Se o único sintoma é delírio e dura mais de um mês é considerado transtorno delirante. Se os sintomas psicóticos duram mais de seis meses é diagnosticado como esquizofrenia. Quando foi induzido por drogas, é chamado de transtorno psicótico induzido por drogas. O diagnóstico Transtorno psicótico breve só pode ser feito após descartar todas outras doenças (diagnóstico de exclusão). Inclui psicose pós-parto que afeta 0,1% das mulheres no primeiro mês após o parto.
Não confundir com delirium, em que a alucinação (geralmente visual) e delírio (geralmente persecutório) é secundário a uma doença orgânica como infecção urinaria, pneumonia, veneno, cirurgia recente ou desequilíbrio hormonal.

## Tratamento
Geralmente quando o diálogo para acalmar não é suficiente o tratamento feito com antipsicóticos típicos como haloperidol e benzodiazepinas como lorazepam, que podem ser injetados intramuscular, até recuperação do quadro. Em caso de agressividade contra si ou outros pode ser necessário contenção física em leito com cabeceira elevada durante algumas horas. Por definição, os sintomas desse surto desaparecem completamente em menos de um mês sem deixar sequelas. O tratamento psicose da psicose melhora a qualidade de vida a largo prazo.